# Sóc Trăng (město)
Sóc Trăng je hlavní město provincie Sóc Trăng ve Vietnamu .

## Zeměpis
Město se nachází v centru provincie a hraničící s většinou jejích okresů.
- Na severu a východě hraničí s okresem Long Phú.
- Na jihu sousedí s okresem Mỹ Xuyên.
- Na jihovýchodě hraničí s okresem Trần Đề .
- Na západě hraničí s okresem Mỹ Tú.
- na severozápadě hraničí s okresem Châu Thành.

V roce 2019 mělo rozlohu 7 615,22 ha a populaci 220 999 obyvatel.

## Administrace
Město Soc Trang má 10 přidružených správních jednotek na úrovni obcí, očíslovaných od 1 do 10.
| Správní jednotka na úrovni obce   | Městská část 1 | Městská část 2 | Městská část 3 | Městská část 4 | Městská část 5 | Městská část 6 | Městská část 7 | Městská část 8 | Městská část 9 | Městská část 10 |
| --------------------------------- | -------------- | -------------- | -------------- | -------------- | -------------- | -------------- | -------------- | -------------- | -------------- | --------------- |
| Rozloha 2009 (km²)                | 0,29           | 5,88           | 7.5            | 5.5            | 28,35          | 2.16           | 7.23           | 9.01           | 5,09           | 5.14            |
| Obyvatelstvo 2009 (lidé)          | 8,540          | 19 400         | 20,448         | 11,495         | 11,942         | 13,469         | 5,540          | 12,287         | 7,887          | 3,153           |
| Hustota obyvatelstva (lidé / km²) | 29,448         | 3,299          | 2,726          | 2 090          | 421            | 6.236          | 766            | 1,364          | 1 500          | 613             |
| Počet správních jednotek          | 4 ananas       | 7 ananas       | 9 ananas       | 6 ananas       | 5 ananasu      | 6 ananas       | 6 ananas       | 7 ananas       | 6 ananas       | 4 ananas        |
| Rok založení                      | 1975           | 1975           | 1975           | 1975           | 1975           | 1975           | 1995           | 1995           | 1995           | 1995            |

V současné době je Sóc Trăng jedním ze 7 měst přímo spravovaných provincií (stejně jako města Bac Ninh, Di An, Dong Ha, Hue, Thu Dau Mot a Vinh Long ).